# Tommy Fleetwood
Thomas Paul „Tommy“ Fleetwood (* 19. Januar 1991 in Southport) ist ein englischer Profigolfer, der auf der PGA Tour und der DP World Tour spielt.
Stand Mai 2024 ist er Platz elf der Golfweltrangliste, seine beste Platzierung war Platz neun. In seiner Karriere hat er bis jetzt (Stand Mai 2024) acht Turniere gewonnen, sieben davon in der DP World Tour und eines der Challenge Tour.

## Karriere
Als Amateur konnte Fleetwood einige Erfolge verzeichnen: So wurde er im Jahre 2008 der Zweitplatzierte der Amateurmeisterschaften und vertrat 2009 das Team Großbritanniens im Walker Cup. 2010 holte er dann einen Sieg bei der English Amateur Championship und wechselte daraufhin zu den Profispielern.
Als Profi gewann Fleetwood 2011 die Kazakhstan Open und wurde zum bis dahin jüngsten Sieger der Challenge-Tour-Rangliste. Nach einem schwierigen Jahr in der DP World Tour gewann er 2013 die Johnnie Walker Championship at Gleneagles und sicherte sich so seinen Verbleib in der Tour.
2017 holte Fleetwood sowohl die Abu Dhabi HSBC Championship als auch die HNA Open de France. Außerdem landete er das erste Mal bei einem Major in den Top zehn und sicherte sich die Harry Vardon Trophy als Spieler mit dem höchsten gewonnenen Geldbetrag der Saison. Des Weiteren wurde er im Votum unter den Teilnehmern der DP World Tour zum Spieler des Jahres gewählt. Seinen Titel bei der Abu Dhabi HSBC Championship verteidigte Fleetwood 2018 und gewann fast seinen ersten Majortitel bei den US Open. Auch 2019 gewann er fast einen Majortitel, diesmal allerdings bei der The Open Championship. Außerdem gewann er 2019 die Nedbank Golf Challenge hosted by Gary Player.
2022 gewann Fleetwood erneut die Nedbank Golf Challenge, 2023 gewann er als Teil vom Team Europa den Ryder Cup und 2024 das Dubai Invitational.
Bei den Olympischen Sommerspielen 2024 in Paris gewann er hinter Scottie Scheffler aus den Vereinigten Staaten und vor dem Japaner Hideki Matsuyama mit 266 Schlägen die Silbermedaille.

## Turniersiege

### DP World Tour
- 2013: Johnnie Walker Championship at Gleneagles[5]
- 2017: Abu Dhabi HSBC Championship[6], HNA Open de France[7]
- 2018: Abu Dhabi HSBC Championship presented by EGA[8]
- 2019: Nedbank Golf Challenge hosted by Gary Player[9]
- 2022: Nedbank Golf Challenge[10]
- 2024: Dubai Invitational[11]

### Challenge Tour
- 2011: Kazakhstan Open[12]

## Resultate bei Major Championships
| Turnier               | 2014 | 2015 | 2016 | 2017 | 2018 |
| --------------------- | ---- | ---- | ---- | ---- | ---- |
| The Masters           | DNP  | DNP  | DNP  | CUT  | T17  |
| US Open               | DNP  | T27  | DNP  | 4    | 2    |
| The Open Championship | CUT  | CUT  | CUT  | T27  | T12  |
| PGA Championship      | CUT  | CUT  | DNP  | T61  | T35  |

| Turnier               | 2019 | 2020 | 2021 | 2022 | 2023 | 2024 | 2025 |
| --------------------- | ---- | ---- | ---- | ---- | ---- | ---- | ---- |
| The Masters           | T36  | T19  | T46  | T14  | 33   | T3   | T21  |
| PGA Championship      | T48  | T29  | CUT  | T5   | T18  | T26  | T41  |
| US Open               | T65  | CUT  | T50  | CUT  | T5   | T16  | CUT  |
| The Open Championship | 2    | KT   | T33  | T4   | T10  | CUT  | T16  |

DNP = nicht teilgenommen

CUT = Cut nicht geschafft

T = geteilte Platzierung

KT = kein Turnier

Grüner Hintergrund = Siege

Gelber Hintergrund = Top 10

## Teilnahme an Teamwettbewerben
- Jacques Léglise Trophy (für das Vereinigte Königreich & Nordirland): 2007, 2008
- Walker Cup (für das Vereinigte Königreich & Nordirland): 2009
- Seve Trophy (für das Vereinigte Königreich & Nordirland): 2013
- EurAsia Cup (für Europa): 2018
- Ryder Cup (für Europa): 2018, 2021, 2023

## Privates
Fleetwood lernte im Jahr 2015 Clare Craig kennen, die er als seine Managerin anstellte. Kurz darauf fing er eine Beziehung mit ihr an. 2017 heirateten die beiden und bekamen einen gemeinsamen Sohn. Außerdem hat er zwei Stiefsöhne, die seine Frau in die Ehe mitbrachte.